# Carolina Gutiérrez Gaite
Carolina Marcela Gutiérrez Gaite, apodada Chapita (Córdoba, 20 de marzo de 1977), es una boxeadora argentina. Fue campeona mundial peso gallo de la UBC y campeona mundial interina super liviana de la WBA.

## Biografía
Debutó como profesional el 13 de agosto de 2004 en el Club de Ajedrez de La Calera (Córdoba) por nockout Mónica Rodríguez.
El 21 de octubre de 2005 obtuvo el título argentino (FAB) de peso gallo al vencer por nockout a Lourdes Noemi González, en el Club General Paz Juniors de la ciudad de Córdoba.
El 21 de abril de 2006 se consagra campeona mundial peso gallo de la UBC, al vencer a Mónica Acosta Siris en el Super Domo Orfeo de la ciudad de Córdoba.
El 17 de octubre de 2008 fue declarada campeona interina super liviana de la WBA, al vencer a Rosilete Dos Santos por puntos. En 2012 la WBA le retiró el título por la discontinuidad de sus peleas.